# Kikepera
Kikepera – wieś w Estonii, w prowincji Parnawa, w gminie Surju.